# Arnheider Kapelle
Die Arnheider Kapelle (auch Arnheiter Kapelle) war ein frühmittelalterlicher Kirchenbau im Mümlingtal bei Breuberg im Odenwaldkreis (Hessen). Erst in den 1950er Jahren wurde sie als solche identifiziert. Zusammen mit dem benachbarten Hof weist sie eine lange Geschichte auf und gehört zu den ältesten Sakralbauten des Odenwaldes.

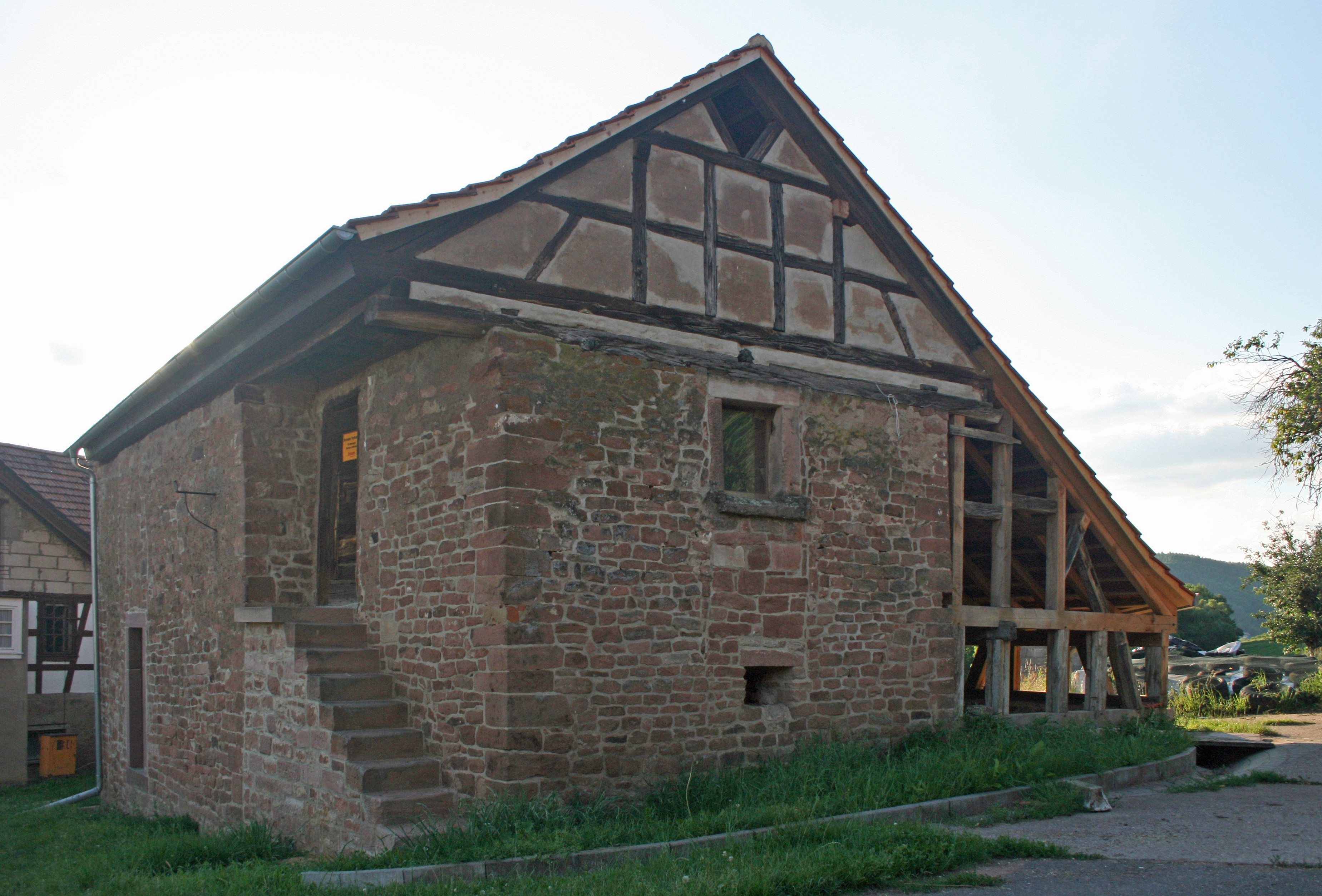
Außenansicht von Südwesten. Blick auf den Altarraum

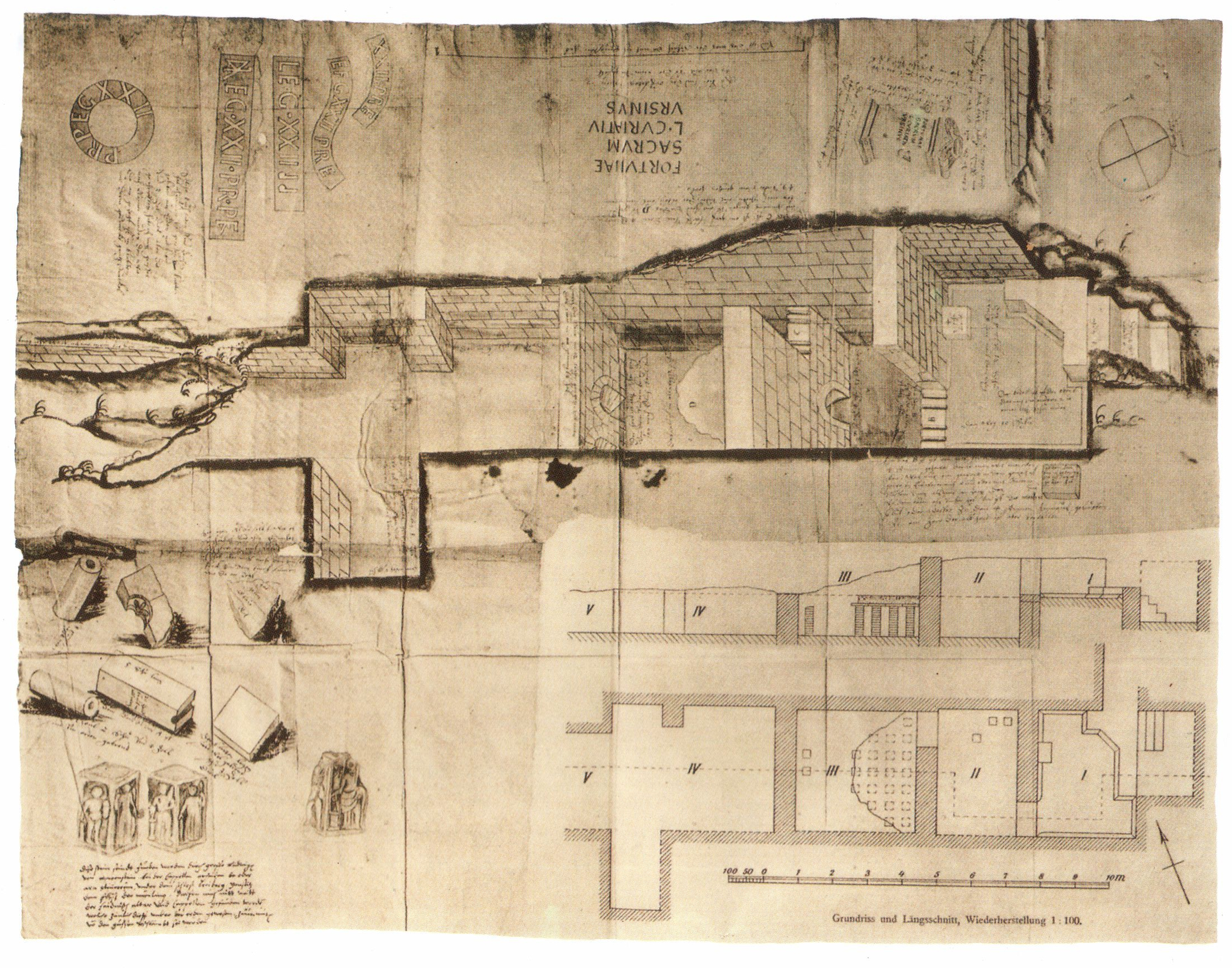
Ausgrabungsplan des römischen Bades am Arnheiter Hof aus dem 17. Jahrhundert mit handschriftlichen Eintragungen und Umzeichnung der Reichs-Limeskommission unten rechts

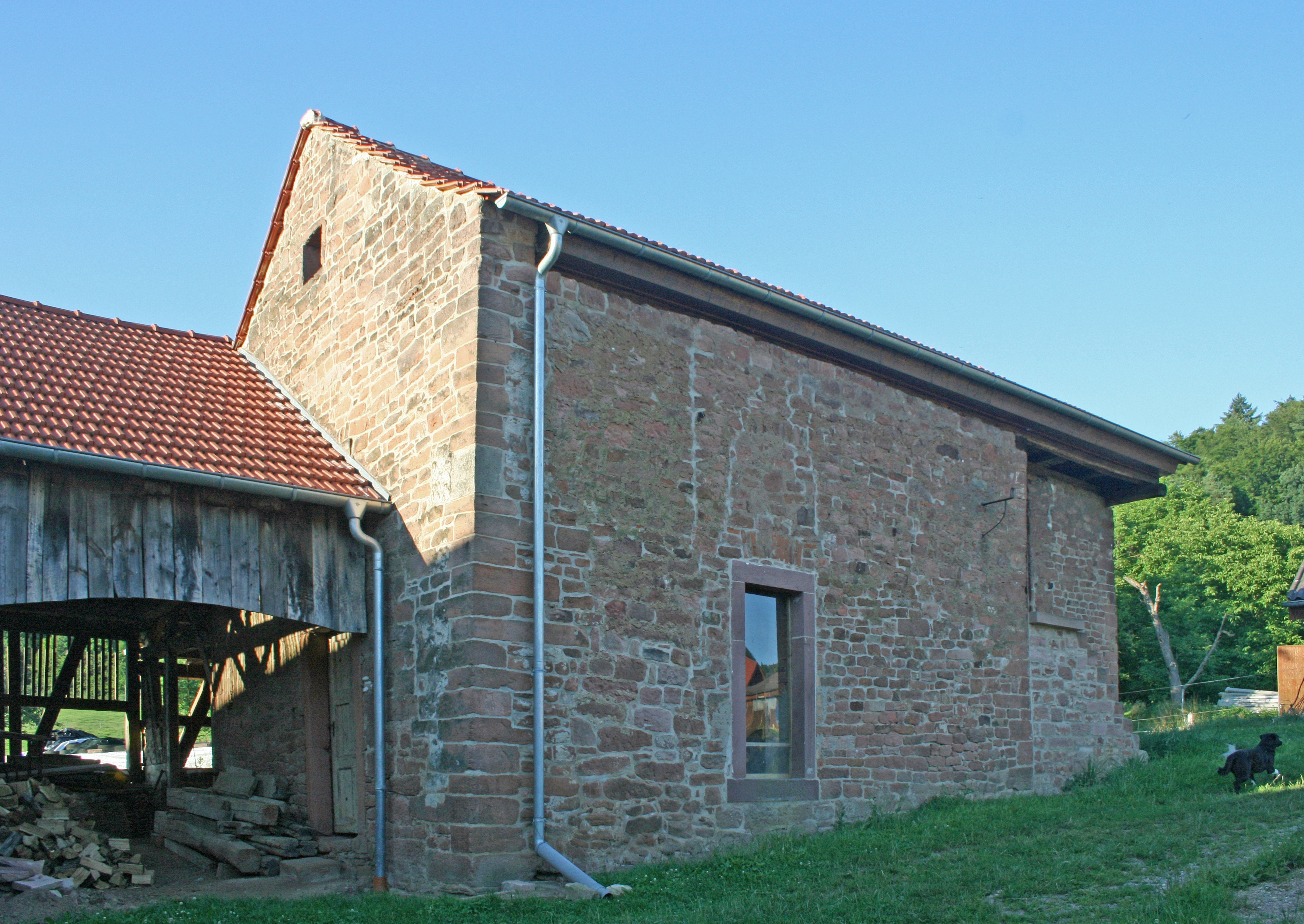
Außenansicht von Südosten

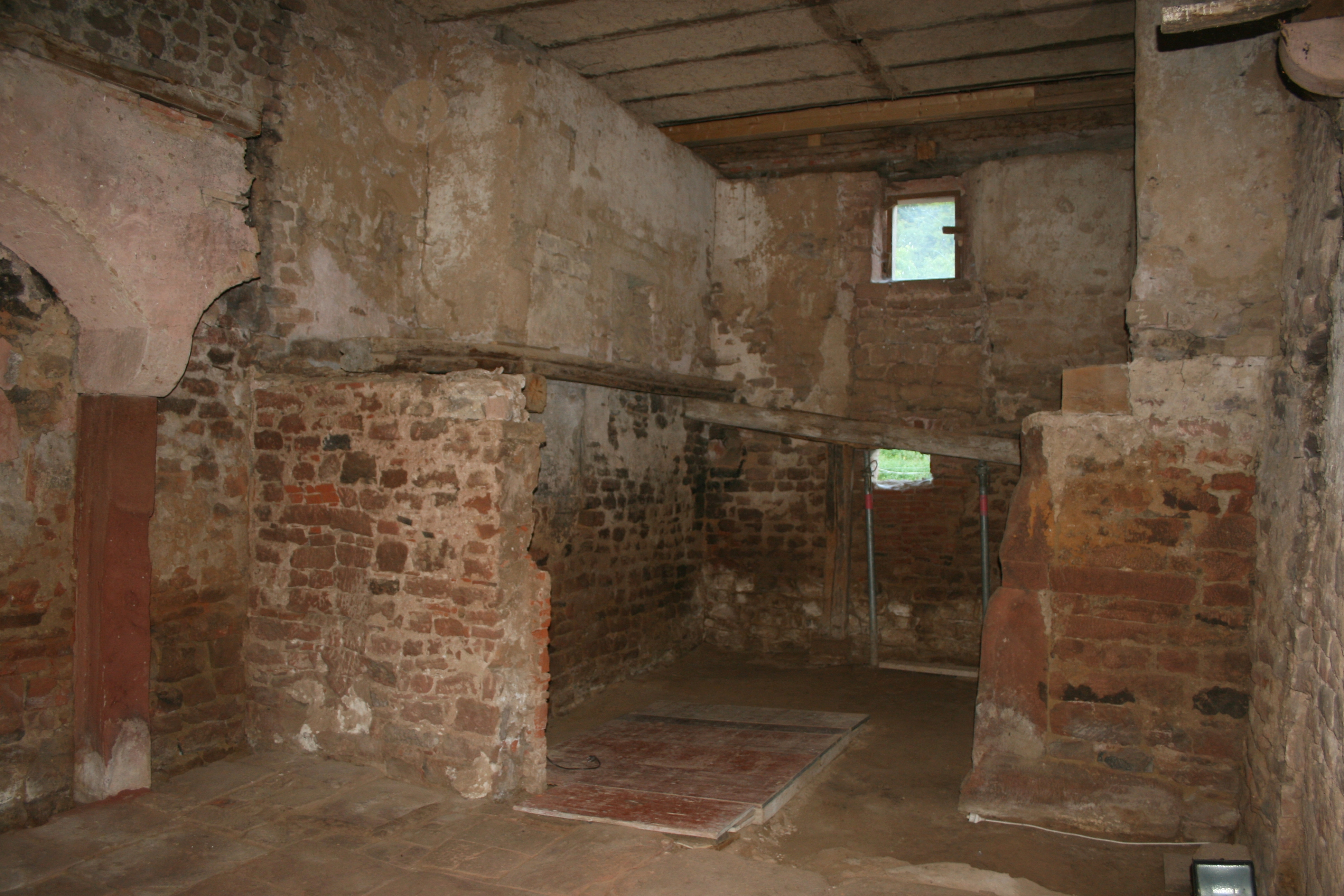
Innenansicht mit abgetragener Quermauer zum Altarraum

## Arnheiter Hof
Die heutige Hofanlage geht auf die Wüstung Arnheiden zurück. Das Dorf fiel in der zweiten Hälfte des 14. Jahrhunderts wüst, als die Grafen von Wertheim den Ort Neustadt gründeten. Die Neugründung diente als Zentrum und Gerichtsort der mehrheitlich in wertheimischen Besitz befindlichen Herrschaft Breuberg; die Bewohner wurden umgesiedelt.
Im Jahre 1543 brach ein pflügender Bauer mit seinen Ochsen in die unterirdischen Bauteile (Hypokaustum) eines römischen Badegebäudes ein. Die Wertheimer Grafen ließen den Amtmann zu Breuberg Ausgrabungen durchführen. Dabei wurde ein Fortuna-Votivaltar sowie zahlreiche Ziegelstempel der Legio XXII Primigenia entdeckt. Von diesen Tätigkeiten ist ein spätestens 1550 abgefasster Bericht (Widmann’sche Chronik) erhalten. 1597 berichtete Simon Studion von dem Ereignis. Seit 1627 ist ein genauer Plan mit zahlreichen Randnotizen im Besitz des Heidelberger Professors Jan Gruter nachweisbar. 1604 kamen offenbar unweit der Fundstelle zwei Viergöttersteine zum Vorschein, von denen sich einer heute im Breubergmuseum auf der gleichnamigen Burg befindet.
Die Ähnlichkeit zu Kastellbädern des Neckar-Odenwald-Limes hat dazu geführt, dass man in der Frühzeit der Reichs-Limeskommission die Anlage als Kastellbad klassifizierte. Die ungünstige Lage lässt dies aber unwahrscheinlich erscheinen, sodass ein Kastell „Arnheiter Hof“ ab der Mitte des letzten Jahrhunderts nicht mehr vermutet wird. Das Badegebäude dürfte somit einer Villa rustica am Fuße des Breubergs zuzurechnen sein. Trotz zahlreicher Untersuchungen ist das römische Bad heute unauffindbar, wahrscheinlich aufgrund der Lage im Grund des Mümlingtales.
Das heutige Wohngebäude des Hofs besitzt Denkmalwert als langgestrecktes, zweistöckiges Einhaus mit Fachwerk aus dem 18. Jahrhundert. Der Giebel, das Dach und der Heuboden wurden später verändert. Unter den Wirtschaftsgebäuden liegen alte Gewölbekeller. Die gesamte Anlage befindet sich in Privatbesitz und ist nicht zu besichtigen.

## Kapelle

### Erforschung
Eine Kapelle aus ottonischer Zeit wurde aufgrund urkundlicher Erwähnungen schon lange am Ort vermutet. 1956 wurde sie von Otto Müller, dem Erforscher der Steinbacher Einhardsbasilika, in dem Hirtenhaus mit angebautem Holzschuppen entdeckt. 1955 und 1956 ließ der Breuberg-Bund Grabungen unter Aufsicht des Darmstädter Archäologen Werner Jorns sowie Bauuntersuchungen unter Otto Müller und Otto Ehlers durchführen, die 1963 in der Zeitschrift Der Odenwald publiziert wurden. In der Folgezeit wurde die Entstehung der Kapelle aufgrund der damaligen Untersuchungen vor oder um das Jahr 1000 datiert.
Nach einer Verpachtung und Befreiung von der Nutzung als Stall und Schuppen in den 1990er Jahren gründete sich im Breuberg-Bund ein „Arbeitskreis Arnheider Kapelle“. Dieser veranlasste eine weitere Untersuchung durch die Universität Heidelberg, über die 2004 bzw. 2007 in der Zeitschrift berichtet wurde.

### Anlage
Die Kapelle ist eine Saalkirche mit Gemeinderaum auf rechteckigem Grundriss. Das Mauerwerk besteht aus kleinteiligem Bruchstein. Das Altarhaus ist etwas schmaler und besitzt keine Apsis, die seitliche Außentreppe wurde später hinzugefügt. Ein ehemals dazwischen vorhandener Triumphbogen wurde bei einem späteren Umbau beseitigt. Erste erhebliche Umbauten dürften mit der Profanierung der Kapelle nach der Reformation eingesetzt haben. Im späten 19. Jahrhundert wurde eine Zwischendecke eingezogen, weshalb alle zuvor vorhandenen Fenster vermauert wurden. Im Obergeschoss befand sich nun eine Wohnung, im Erdgeschoss ein Stall oder eine Brennerei. Die Quermauer wurde bis auf das Niveau der Zwischendecke abgebrochen. Weitere Umbauten und Mörtelproben erlaubten es, sechs Bauphasen zu identifizieren.

### Funde
Die frühesten Keramikfunde, abgesehen von vorgeschichtlichen Scherben, lassen sich zwischen das 7. und 10. Jahrhundert n. Chr. datieren, wobei es sich um recht langlebige Formen handelt. Im Fundmaterial befindet sich auch Pingsdorfer Ware, der größte Teil des Keramikmaterials stammt aber aus dem 18. und 19. Jahrhundert, spätmittelalterliche Keramik ist unterrepräsentiert. Unter den Kachelfunden sind Fragmente einer Tannenberg-Kachel nennenswert, aus dem späten 16. oder der ersten Hälfte des 17. Jahrhunderts liegt das Fragment eines sogenannten Spechterglases vor. Die beiden letzteren Funde dürften allerdings eher dem Hof als spätere Zehntstelle zuzuordnen sein.